# St. Wolfgang (Matting)

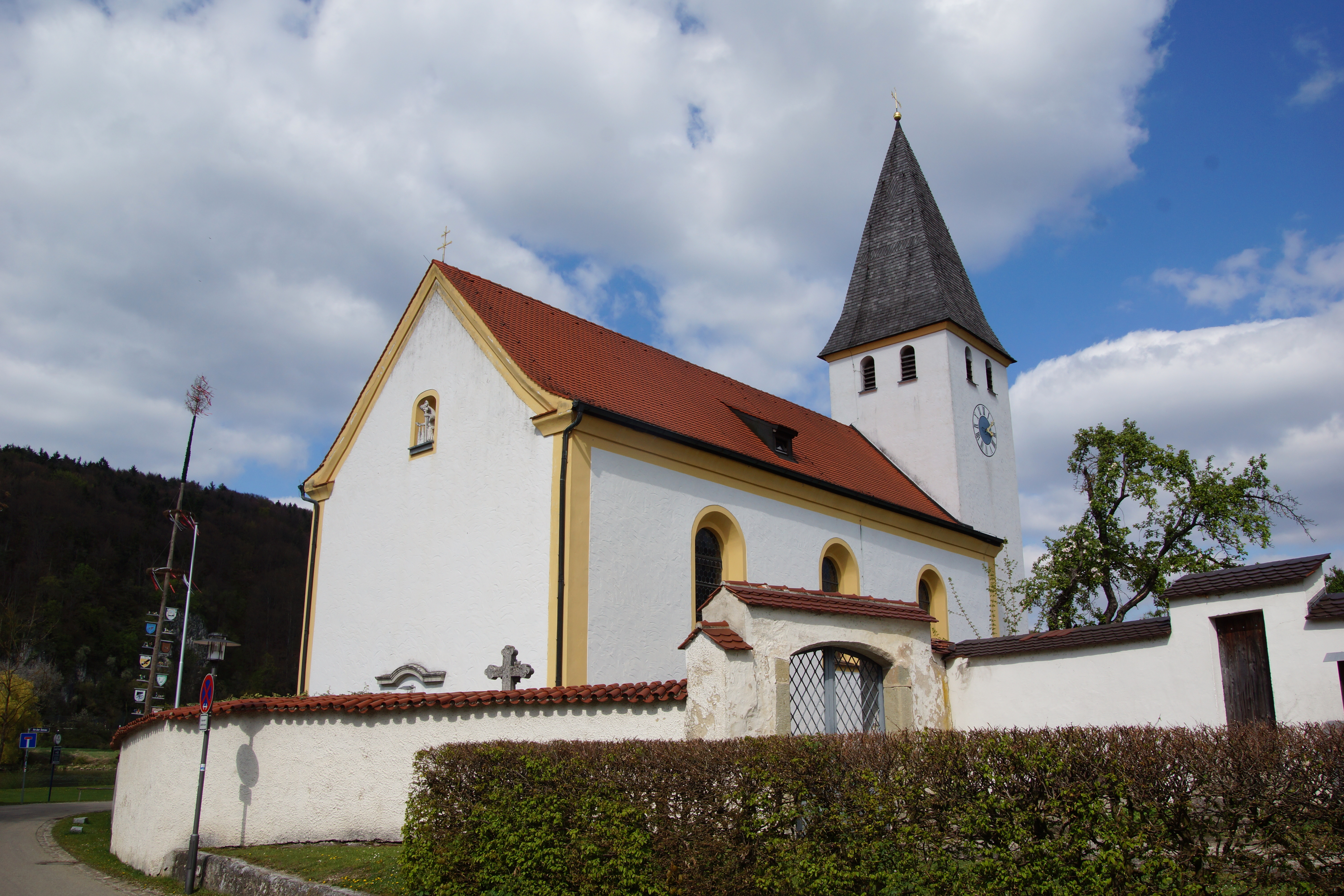
St. Wolfgang in Matting

Die römisch-katholische, denkmalgeschützte Pfarrkirche St. Wolfgang steht in Matting, einem Gemeindeteil von Pentling im Landkreis Regensburg in der Oberpfalz. Sie ist dem Bistum Regensburg zugeordnet. Das Bauwerk ist unter der Denkmalnummer D-3-75-180-11 als Baudenkmal in die Bayerische Denkmalliste eingetragen.

## Beschreibung

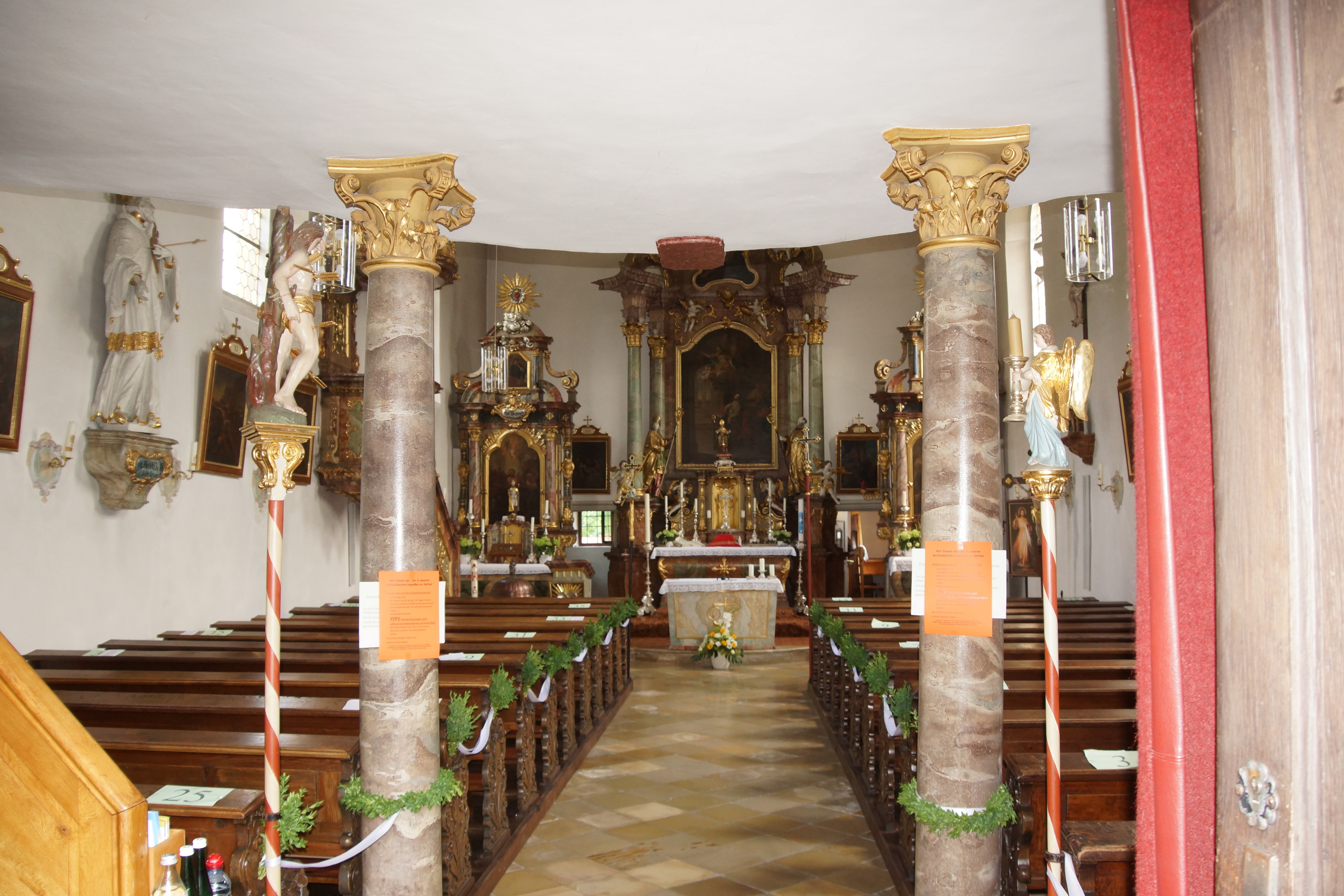
Innenansicht

Die im Kern mittelalterliche Saalkirche besteht aus einem Chorturm, der ein schiefergedecktes Pyramidendach trägt, an das 1740 nach Westen ein Langhaus angebaut wurde, das mit einem Satteldach bedeckt ist. Das oberste Geschoss des Chorturms beherbergt die Turmuhr und hinter den doppelten Klangarkaden den Glockenstuhl, in dem drei Kirchenglocken hängen.
Der Innenraum des Langhauses ist mit einer Flachdecke überspannt. Die Kirchenausstattung stammt aus der Bauzeit. Der Hochaltar von 1772–78 wurde nachträglich eingefügt. Das Altarretabel mit der Darstellung des heiligen Wolfgang stammt von Matthias Schiffer, das eines Seitenaltars von Johann Gebhard.

## Orgel
Die Orgel stammt von der Firma Binder & Siemann. Das einmanualige Instrument wurde als Opus 317 im Jahr 1914 erbaut, hat sechs Register mit pneumatischer Traktur und ist noch komplett im Originalzustand erhalten.

## Glocken
Die Kirche verfügt über sehr alte Glocken mit Einzelgewichten von etwa 90 bis 700 kg. Im Dezember 2023 mussten die größte und die mittlere Glocke zu Reparaturzwecken aus dem Turm geholt werden. Die Größte wurde zur Firma Lachenmeyer gegeben, während die Mittlere bei der Firma Perner überarbeitet wurde. Bei dieser Maßnahme wurden die Joche aus Eisen durch historisch Korrekte aus Holz ersetzt. Die Glocken wurden am 14. Mai 2024 wieder nach Matting zurückgebracht und konnten zu Pfingsten desselben Jahres erstmals wieder erklingen. Jetzt ist die Reliefverzierung der großen Glocke wieder erkennbar: Ein großer Engel über der Inschrift Angele cevctor orapronoblis – durch das Feuer bin ich geflossen.
| Nr. | Name            | Schlagton | Gussjahr | Glockengießer                          |
| 1   | Große Glocke    | b1        | 1695     | Hans Conrad Roth, Vorchemb (Forchheim) |
| 2   | Mittlere Glocke | c2        | 14. Jh   | anonymus                               |
| 3   | Kleine Glocke   | g2        | 1550     | Hans Durnknopf, Regensburg             |